# ホーコン1世 (ノルウェー王)
ホーコン1世善王（古ノルド語：Hákon góði, ノルウェー語：Håkon den gode, 920年ごろ - 961年）は、ノルウェー王（在位：934年 - 961年）。キリスト教をノルウェーに導入しようとしたことで知られている。

## 生涯

### 生い立ち
ホーコンの存在は、12世紀後半以前の物語には全くみられない。それ以降のサガによると、ホーコンはノルウェー王ハーラル1世とトーラ・モステルストンの末っ子であった。ホルダランのホーコンスヘッラ半島で生まれた。父ハーラル1世は、末っ子の息子を危害から遠ざけることとし、ホーコンをイングランド王アゼルスタンの宮廷に送った。ホーコンは、父親が交わした合意の一環としてアゼルスタン王により養育されたため、「アダルシュタインフォストレ（アゼルスタン王に養われた）」と呼ばれた。サガによると、養親の膝に子を置くことで正式に養子とされるというゲルマンの慣習をハーラル1世の使節がアゼルスタンに対し行ったため、アゼルスタンはホーコンを育てることになったという。養親になるということは、養い子の親に従属することを意味したと伝えられている。
ホーコンは同時代のアングロ・サクソンの文献では確認できず、マームズベリのウィリアムなど後のアゼルスタン王の歴史家もホーコンについて記していない。12世紀後半のノルウェー王室の伝記によると、イングランド宮廷においてホーコンはキリスト教を知ることになったという。ハーラル1世の死の報を受け、アゼルスタン王はノルウェー王位を宣言したホーコンの異母兄エイリーク1世血斧王に対する遠征のために、ホーコンに船と兵を提供した。『ノルウェー史』は、ホーコンのことを異教とキリスト教の両方の儀式を守った背教者としている。

### 治世
ノルウェーに戻ったホーコンは、継承した領土に対して父親が主張していた課税権を放棄することを約束することで、領主らの支持を得た。エイリーク1世血斧王はすぐに自分が誰からも見捨てられていることに気づき、国から逃げることで自分自身と家族の命を救った。エイリーク1世はオークニー諸島に逃れ、その後ヨールヴィーク王国に逃れ、最終的には954年にウェストモーランドのステインモアにおいて息子のヘリックと共に戦死した。
953年、ホーコンはアヴァルスネスでエイリーク1世の息子たちと激戦を繰りひろげた。その結果ホーコンが勝利し、エイリーク1世の息子グットルムが戦死した。ホーコンの最も有名な勝利の1つは、955年にフレイ島の近くで起こったラスタルカルフの戦いであり、エイリーク1世の息子ガムレが戦死した。ホーコンは低い尾根に沿って10個の旗を離して配置することで、自身の軍隊を実際よりも大きく見せ、エイリーク1世の息子たちを欺いて彼らが数で劣っていると信じ込ませた。デンマーク人は逃げ出し、ホーコンの軍により虐殺された。エイリーク1世の息子たちはデンマーク王ゴーム老王の支援を受けて957年に帰還したが、ホーコンの効果的な軍事体制により再び敗北した。
スカルド詩やアイスランドのサガは、ホーコンがノルウェーにおいて海軍に徴兵制（leidang）を導入したとしている。ホーコンは、アゼルスタン王の海軍体制をまねた可能性がある。

### 王位の継承
エイリーク1世の生き残っていた3人の息子は、961年にホルダランの海岸にひそかに上陸し、ホーコンのいたフィジャの王宮を奇襲した。ホーコンはエイリーク1世の息子たちに対し最終的に勝利したものの、この戦いにおいて致命傷を負った。ホーコンの腕に矢が突き刺さり、後にその傷が原因で死去した。ホーコンはホルダランのリンドス自治体のセイム村にある古墳（Håkonshaugen）に埋葬された。ホーコンの死後、宮廷詩人であるエイヴィンド・フィンスソンは、王の戦死とヴァルハラへ受け入れられたことを題材とするスカルド詩『ハーコンの言葉』を作った
。
ホーコンの死後、エイリーク1世の長男ハーラルがハーラル2世として王位についたが、ノルウェー西部以外ではほとんど権限がなかった。その後、ノルウェー人は何年にもわたる戦争に苦しめられることとなる。970年、ハーラル2世は騙されてデンマークを訪れ、ハーラル1世青歯王と同盟を結んでいたホーコン・シグルツソンが計画した陰謀により殺害された。